# Цительманн, Райнер
Райнер Цительманн (нем. Rainer Zitelmann, род. 14 июня 1957 во Франкфурте-на-Майне) — немецкий историк, социолог, автор книг и предприниматель.

## Биография
Райнер Цительманн родился в 1957 году в семье писателя и теолога Арнульфа Цительманна во Франкфурте-на-Майне. В школьные годы он был приверженцем учения Мао Цзэдуна. С 1978 по 1986 год изучал историю и политологию в техническом университете Дармштадта и стал доктором в области естественных и исторических наук, получив оценку «отлично» у доктора наук и почётного профессора университета Карла Оттмера фон Аретина. Эта диссертация была опубликована как книга под названием «Hitler: The Policies of Seduction». C 1987 по 1992 год Цительманн работал в качестве научного ассистента в Центральном институте социологических исследований Свободного университета Берлина.
С 1992 по 1993 год Райнер Цительманн являлся главным редактором и одновременно членом правления издательств Ульштейн и Пропилеи (тогда это был третий по значимости издательский союз). Вскоре он перешёл в одну из ведущих немецких ежедневных газет «Die Welt», где руководил различными отделами и в завершение — отделом недвижимости.
В 2000 году Цительманн основал компанию «Dr.ZitelmanPB.GmbH», ставшую впоследствии ведущей в Германии в области коммуникационного консалтинга для агентств недвижимости. В 2016 году он продал данную фирму через выкуп доли собственным менеджментом (MBO).
Цительманн и сам успешно инвестировал в рынок недвижимости, особенно в Берлине. С 1999 по 2009 год он покупал жилую недвижимость по очень низкой цене, а затем, в 2015 году, продал большую её часть и благодаря этим инвестициям стал обладателем большого состояния.
В 2016 году Райнер Цительманн защитил вторую докторскую диссертацию, на этот раз — по социологии (учёная степень в области общественных наук с отличием). Диссертация «Личность и образец поведения финансовой элиты в Германии» защищена у профессора Вольфганга Лаутербаха, ведущего немецкого исследователя темы богатства, на факультете экономических и социальных наук Потсдамского университета. Эта исследовательская работа была издана и на английском языке под названием «The Wealth Elite».

## Публикации в области исторических исследований

### Мировоззрение Гитлера
В своей первой диссертации Райнер Цительманн на основании всестороннего изучения обширного документального матеpиала проанализировал мировоззрение Гитлера, прежде всего его социальные, экономические и внутриполитические представления.
Согласно Цительманну, Гитлер, вопреки тому, что утверждалось ранее, интенсивно занимался социальными и экономико-политическими проблемами. Цительманн доказал, что антикапиталистические и социально-революционные мотивы в мировоззрении Гитлера играли большую роль, чем предполагалось до этого, a сам Гитлер считал себя революционером.
Книга получила отклики в различных международных тематических журналах. Так, Клеменс фон Клемперер писал в Journal of Modern History: «Цительманн решил воздержаться от устных суждений, но его тщательное и ответственное исследование приобретает всё большую огласку. Его книга — это целая веха в понимании нами Адольфа Гитлера». Впоследствии Цительманн опубликовал ряд других книг по немецкой истории XX века.

## Социологический публикации

### Психология финансовой элиты
В 2017 году вышло исследование Цительманна «The Wealth Elite» — о людях, представляющих финансовую элиту, c состоянием в десятки и сотни миллионов евро. В книге содержатся подробные интервью с предпринимателями — выходцами из обычной среды, но тем не менее добившимися очень большого успеха в бизнесе. Речь идёт о количественном социально-научном исследовании: рассматривая группу суперсостоятельных людей, автор приходит к выводу, что для них не существует специального образца либо единого образа. Большинство опрошенных были мультимиллионерами, сделавшими себя сами. Исследование показывает, что значительная часть очень состоятельных людей уже в школьные и студенческие годы занималась предпринимательской деятельностью. В то же время образование не имело большого значения для достижения ими уровня благосостояния.
Так, внутри группы опрошенных в верхнем регистре (25 процентов тех, чьё состояние составляет от 300 000 000 до 3 000 000 000 евро), было даже больше людей без высшего образования, чем в нижнем регистре. Очень часто состоятельные люди принимают решения независимо от анализа и логики, а действуют чисто интуитивно. Умение действовать наугад, так называемое «неофициальное знание» — чувствовать и знать чтo-то на интуитивном уровне, часто не умея объяснить это вербально, то есть то, что приобретено в процессе жизни и часто в неофициальном процессе обучения, — оказывалось намного значимее, чем высшее образование и учёные степени.
Все опрошенные должны были написать личностный тест согласно методике «Big — Five» по пяти факторам, отражающим модель личностной психологии. Опрос показал, что у очень состоятельных людей ярко выражена добросовестность и, наоборот, практически отсутствует невротичность. Также ярко выражена открытость для нового опыта. В более ранних исследованиях других авторов очевидно недооценивалось значение способности к купле-продаже, торговой жилки на пути к финансовому успеху мультимиллионеров и миллиардеров. Сами же эти люди придают очень весомое значение данным качествам. Большинство состоятельных людей преодолевали серьёзные неудачи и кризисы на пути к богатству. Их интервью объединяет общая тема — преодоление поражений и трудных жизненных ситуаций. Важный результат исследования: многие супербогатые, добившиеся успеха своим трудом, являются абсолютными нон-конформистами, теми, кто плывёт против течения и таким образом зарабатывает состояние и сохраняет его.
Это исследование имело успех во всём мире и было опубликовано на немецком, английском, китайском и корейском языках. Газета «Financial Times» писала: «Исследование Райнера Цительманна по психологии супербогатых — амбициозный проект. Мало кто мог бы быть лучше подготовлен для этого, чем он — историк, социолог, журналист, бизнесмен и инвестор. Это уникальное исследование очень важно для всех тех, кто хочет понять характер и мотивацию богатых предпринимателей. Эти люди улучшают экономику, поддерживают инновации, создают рабочие места и финансируют филантропические проекты. Так почему такое исследование никто не попытался провести до этого? Трудно получить доступ к этим людям и создать анкеты, чтобы сгенерировать значительный отклик».

### Предрассудки и стереотипы о богатых
В 2020 году была опубликована книга Цительманна «The Rich in Public Opinion». Автор критикует тот факт, что научные исследования предрассудков до сих пор почти не касались финансовой элиты. Его книга основывается на данных международного опроса институтов общественного мнения Allensbach и Ipsos Mori в Великобритании, Германии, США и Франции. В результате были выявлены три группы: «социальные завистники», «независтники» и «амбивалентные», т.e. пребывающие во внутреннем конфликте, — те, у кого присутствует зависть и независть одновременно. К группе тех, кто завидует, принадлежат 33 процента опрошенных в Германии, 34 процента — во Франции, в США — 20 процентов, a в Великобритании — 18 процентов.
Коэффициент социальных завистников в той или иной стране составляет соотношение междy теми, кто завидует, и кто не испытывает чувства зависти. Если этот коэффициент равен единице, то это означает, что число завидующих по отношению к числу тех, кто лишён этого чувства, одинаково. Если показатель больше единицы, то преобладает число людей с ярко выраженным чувством социальной зависти. Было установлено, что самый высокий коэффициент — 1,26 наблюдается во Франции. Затем следуют Германия — 0,97 и США — 0,42. B Великобритании коэффициент равен 0,37, то есть намного меньше, чем в других странах. Селективность этих категорий можно увидеть прежде всего в том, что группы тех, кто завидует, и кто — нет, очень сильно различаются в своём позиционировании по отношению к целому ряду высказываний. Так, например, от завистников часто можно услышать такие определения черт характера богатых людей, как эгоизм, безжалостность, материализм, высокомерие, жадность, холодность чувств и поверхностность. Только 2 из 25 личностных качеств, чаще всего называемых завистниками, были положительными. 23 же, напротив, — отрицательными. Тогда как самые распространённые личностные качества или признаки состоятельных людей, по мнению группы незавидующих, — это прилежание, интеллект, отвага, материализм, изобретательность и дальновидное мышление.
После публикации этого исследования Цительманн организовал аналогичные опросы в ряде других стран и опубликовал результаты 2021 года в одной из рубрик «Economic Affairs»: «Attitudes to wealth in seven countries: The Social Envy Coefficient and the Rich Sentiment Index».

## Публикации в СМИ
Райнер Цительманн печатается в различных европейских и американских СМИ, в том числе «Die Welt», «FAZ», «Focus» (Германия), «Neue Zürcher Zeitung», «Weltwoche» (Швейцария), «Daily Telegraph», «City AM» (Великобритания), «Forbes», «Washington Examiner», «National Interest», «Townhall» (США), «Linkiesta» (Италия). Главными темами этих публикаций являются защита идеологии капитализма, богатство и психология состоятельных людей.
Интернет-сайт с подробной биографией Райнера Цительманна: https://www.rainer-zitelmann.com/
Райнер Цительманн является автором 25 опубликованных книг.

### На английском языке
- The Nazi Elite, New York UnivPr, Нью-Йорк, ISBN 978-0-81477-950-7.
- Hitler: The Policies of Seduction, Allison & Busby, London 2000, ISBN 978-1-90280-903-8.
  - Новое издание: Hitler’s National Socialism. Management Books 2000, Oxford 2022, ISBN 978-1-852-52790-7. Обновленная версия с предисловием: О новейшей историографии Гитлера и национал-социализма (1996—2020).
- Dare to be Different and Grow Rich, Indus Source Books, Mumbai 2012, ISBN 978-8-18856-937-3.
- The Wealth Elite: a groundbreaking study of the psychology of the super rich, Lid Publishing, London and New York 2018, ISBN 978-1-91149-868-1.
- The Power of Capitalism: A Journey Through Recent History Across Five Continents, Lid Publishing, London and New York 2018, ISBN 978-1-91255-500-0.
- Dare to be Different and Grow Rich: The Secrets of Self-Made People, Lis Publishing, London and New York 2019, ISBN 978-1-91255-567-3.
- The Art of a Successful Life: The Wisdom of the Ages from Confucius to Steve Jobs, Lid Publishing, London and New York 2020, ISBN 978-1-91255-567-3.
- The Rich in Public Opinion: What We Think When We Think about Wealth, Cato Institute, Washington 2020, ISBN 978-1-94864-767-0

- How People Become Famous: Geniuses of Self-Marketing from Albert Einstein to Kim Kardashian. Management Books 2000. Gloucestershire 2021, ISBN 978-1-85252-789-1
- In Defense of Capitalism, Republic Book Publishers 2023, ISBN 978-1-64572-073-7
- El Odio a Los Ricos, El Mercurio, Santiago 2023, ISBN 978-956-6260-05-9 (with Axel Kaiser).
- Unbreakable Spirit, Atlas Elite Publishing, ISBN 978-1-962825-04-7
- How Nations Escape Poverty, Encounter Books, ISBN 978-1-64177-395-9
- The Origins of Poverty and Wealth, Management Books 2000, ISBN 978-1-85252-795-2

### На русском языке
- Искусство продвижения себя: Гении самопиара от Альберта Эйнштейна до Ким Кардашьян. — M.: Попурри, 2021. — 336 c. — ISBN 978-985-15-4834-3.
- В защиту капитализма: развенчание популярных мифов = In defence of capitalism. — Москва; Челябинск: Социум, 2022. — 421 с. — ISBN 978-5-91603-155-3
- В защиту капитализма. Развенчание популярных мифов. — Социум, 2022. — 500 c. — ISBN 978-5-91603-739-5
- Капитализм не проблема, а решение = Capitalism is not the problem, but the solution. — Социум, 2023. — 301 c. — ISBN 978-5-91603-161-4
- Гитлер : мировоззрение революционера = Hitler. / Пер. с нем. В. А. Баум, А. П. Нестеров. — М. : [б. и.] ; Челябинск : Социум, 2024. — 633, [1] с. : портр. ISBN 978-5-91603-175-1

## Фильмы с Райнером Цительманом и с его участием
- Life Behind the Berlin Wall[8] (Awarded the “Audience Choice Award for Short Films” at the Anthem Film Festival 2022)
- Poland: From Socialism to Prosperty[9]
- Vietnam - Beating Poverty with Market Economy[10] (Awarded the Anthem Film Festival Best International Documentary Award)